# Noegus mantovani
Noegus mantovani är en spindelart som beskrevs av Bauab Vianna, Soares 1978. Noegus mantovani ingår i släktet Noegus och familjen hoppspindlar. Inga underarter finns listade i Catalogue of Life.